# Summer Ghost
Summer Ghost (Nhật: サマーゴースト Hepburn: Samā Gōsuto) là một bộ anime ngắn do Flat Studio chịu trách nhiệm sản xuất và Loundraw đảm nhận vai trò đạo diễn. Bộ phim ra mắt tại rạp chiếu phim Nhật Bản vào ngày 12 tháng 11 năm 2021.

## Diễn viên lồng tiếng
| Nhân vật                    | Tiếng Nhật         |
| --------------------------- | ------------------ |
| Sugisaki Tomoya (杉崎 友也) | Kobayashi Chiaki   |
| Harukawa Aoi (春川 あおい)  | Shimabukuro Miyuri |
| Kobayashi Ryō (小林 涼)     | Shimazaki Nobunaga |
| Satō Ayane (佐藤 絢音)      | Kawaei Rina        |

## Sản xuất
Tháng 6 năm 2020, họa sĩ diễn hoạt kiêm họa sĩ minh họa Loundraw thông báo anh đang tham gia quá trình sản xuất một tựa anime điện ảnh ngắn nằm trong dự án đa phương tiện Project Common. Bộ phim khởi chiếu vào tháng 2 năm 2021, chính thức trở thành tác phẩm đầu tay của đạo diễn Loundraw. Trong khi đó, công ty Flat Studio của Loundraw đảm nhận quá trình chế tác hoạt họa, phần kịch bản do Adachi Hirotaka chấp bút, còn công đoạn soạn nhạc do Kosemura Akira, Toma Itoko, Guiano, và Kojima Hideya phụ trách.

## Phát hành

### Chiếu rạp
Đơn vị phân phối Avex Pictures chính thức phát hành Summer Ghost tại các rạp ở Nhật Bản từ ngày 12 tháng 11 năm 2021. Ngoài ra, bộ phim còn có buổi ra mắt quốc tế cùng ngày tại Liên hoan phim quốc tế Leeds diễn ra ở Anh.

### Băng đĩa tại gia
Ấn bản Blu-ray của tác phẩm ra mắt tại Nhật Bản vào ngày 25 tháng 3 năm 2022. Phiên bản phiên bản giới hạn cũng cấp phần OST, một bộ phim tài liệu dài 80 phút về quá trình sản xuất phim, animatics và một tập sách nhỏ đặc biệt. GKIDS và Shout! Factory phát hành phim ở Bắc Mỹ vào ngày 1 tháng 11 năm 2022 dưới định dạng Blu-ray và trên các nền  kỹ thuật số.

## Liên kết ngoại
- Website chính thức (bằng tiếng Nhật)
- Summer Ghost (film) tại từ điển bách khoa của Anime News Network